# بي إتش بي-كيوت
بي إتش بي-كيوت (PHP-Qt) هو امتداد لبي إتش بي 5 و التي تهدف إلى كتابة البرمجيات مع أدوات كيوت , مما يسمح ببناء تطبيقات ذو واجهة رسومية بفضل الكيوت بلغة البي إتش بي